# Andrea Hoffmannová
Andrea Hoffmannová (* 25. února 1983 Ostrava) je česká politička za Českou pirátskou stranu a od prosince 2018 náměstkyně primátora Ostravy. V komunálním volebním období 2018-2022 byly jejími svěřenými gescemi školství, vzdělávání a sport. V následujícím komunálním volebním období byly jejími svěřenými gescemi nejdříve školství, vzdělávání a kultura, od roku 2023 jsou jejími svěřenými gescemi školství, vzdělávání, IT služby, outsourcing, inovace a digitalizace. V roce 2020 kandidovala do předsednictva České pirátské strany. Je členkou dozorčí komise Národní sportovní agentury a místopředsedkyní ostravských Pirátů.

## Život a profesní kariéra
Hoffmannová se narodila v Ostravě-Porubě. Titul Mgr. získala na Filozofické fakultě Ostravské univerzity v oboru angličtina a filozofie, doktorát (Ph.D.) na Filozofické fakultě Univerzity Palackého v Olomouci v oboru anglická a americká literatura. Je držitelkou Fullbrightova stipendia. Pracovala jako středoškolská učitelka i vysokoškolská pedagožka.
Je autorkou monografie Násilím proti násilí, za kterou získala cenu rektora UP.
V roce 2014 neúspěšně kandidovala do ostravského zastupitelstva za Stranu zelených. V roce 2018 se stala ostravskou zastupitelkou a náměstkyní primátora za Českou pirátskou stranu, která v Ostravě získala 8,95 % hlasů a celkem pět mandátů. Ve stejném roce byla zvolena zastupitelkou v ostravském obvodu Ostrava-Poruba, kde Piráti získali 10,46 % hlasů a celkem pět mandátů. V roce 2022 obhájila mandát ostravské zastupitelky a náměstkyně primátora, přičemž Piráti získali 5,86 % hlasů a celkově tři mandáty. Hoffmannová v roce 2022 kandidovala z první příčky a byla tak pirátskou kandidátkou na pozici ostravské primátorky. V předvolební kampani se vyslovila pro podporu výstavby ostravské koncertní síně.
V roce 2021 byla členkou vládního týmu pro oblast školství, mládeže a tělovýchovy předvolební koalice Pirátů a Starostů. Její jméno bylo zmiňováno v celostátních médiích v souvislosti s možnou pozicí kandidátky na ministryni školství, mládeže a tělovýchovy. V roce 2024 kandidovala za Piráty do Evropského parlamentu z celkového šestého místa pirátské kandidátní listiny, avšak mandát europoslankyně nezískala.
V rámci svého vnitrostranického působení Hoffmannová kandidovala do republikového předsednictva Pirátů v roce 2019, ve volbě však neuspěla. Dále neúspěšně kandidovala do předsednictva Pirátů v Moravskoslezském kraji v roce 2022 a do předsednictva Pirátů na Ostravsku v letech 2019 a 2024. Naopak uspěla ve volbě do republikového výboru strany v květnu 2021. Členkou širšího vedení strany byla do ledna 2023, kdy na funkci rezignovala. Od ledna 2025 je místopředsedkyní ostravských Pirátů. Ve sněmovních volbách v roce 2025 kandiduje z 12. místa kandidátní listiny Pirátů ve Moravskoslezském kraji.